# Timonius avenis
Timonius avenis är en måreväxtart som beskrevs av Theodoric Valeton. Timonius avenis ingår i släktet Timonius och familjen måreväxter.

## Underarter
Arten delas in i följande underarter:
- T. a. avenis
- T. a. magnifructus
- T. a. pubipetalus
- T. a. vogelkopensis